# Valeria Cătescu
Valeria Cătescu (nacida Valeria Avram, 17 de septiembre de 1953) es una deportista rumana que compitió en remo. Ganó una medalla de bronce en el Campeonato Mundial de Remo de 1975, en la prueba de ocho con timonel.

## Palmarés internacional
| Campeonato Mundial | Campeonato Mundial       | Campeonato Mundial | Campeonato Mundial |
| Año                | Lugar                    | Medalla            | Prueba             |
| ------------------ | ------------------------ | ------------------ | ------------------ |
| 1975               | Nottingham (Reino Unido) | Medalla de bronce  | Ocho con timonel   |